# Jérémie Poppe
Pour les articles homonymes, voir Poppe.
Ne doit pas être confondu avec Jeremy Pope.
Jérémie Poppe est un acteur français né le 26 mai 1983. Il est l'un des fondateurs du collectif des Copains Contents.

## Biographie

### Vie privée
Il est en couple avec Élodie Varlet, qu'il a rencontrée sur les tournages de Plus belle la vie en 2010. Le 12 avril 2014, ils ont leur premier enfant, un garçon prénommé Marcus. En février 2017, le couple annonce attendre leur second enfant. En septembre 2017, Élodie Varlet révèle avoir donné naissance à leur second enfant, un petit Solal en juillet 2017.

## Filmographie

### Cinéma
- 2016 : Père fils thérapie !  d'Émile Gaudreault : Cédric
- 2023 : Brillantes de Sylvie Gautier : le patron

### Télévision
- 2006 : Préjudices de Frédéric Berthe : Julien Belmond
- 2006 : Les Innocents de Denis Malleval : Dominique Célerin jeune
- 2007 : SOS 18 de Patrick Jamain : Dimitri
- 2007 : Sur le fil de Bruno Garcia : Thomas
- 2008 : PJ : Xavier
- 2010 : Plus belle la vie : Romain Blanchard
- 2012 : Section de recherches : Juan Leal (saison 6, épisode 10)
- 2014 : Un père coupable : l'agent immobilier (France 3)
- 2015 : La Stagiaire, épisode pilote : Nathan
- 2016 : Cut ! : Rôle Inconnu - saison 4 (France Ô)
- 2018 : Les Ombres du passé : lieutenant Rybert
- 2018 : Jusqu'à ce que la mort nous unisse
- 2019 : Nina, épisode La vie après de Éric Le Roux : Martin
- Depuis 2021 : La Stagiaire : Ludovic
- 2023 : Simon Coleman (épisode Le Saut de l'ange) : Mathieu Fournier
- 2024 : Tom et Lola : Anthony
- 2024 : Après la nuit d'Indra Siera : Benoit Diagne
- 2025 : Mort sur terre battue de Denis Malleval : Kevin Moulin

## Théâtre
- 2006 : Le Cinquième éléphant de Michel Lopez : improvisations
- 2007 : Cet animal étrange de Fabrice Eberhard
- 2007 : Eva, Gloria, Léa, avant après et Le Rêve d'Alvaro de Maxime Leroux
- 2008 : Oscar de Philippe Hersen (Théâtre de Paris)